# (283) Emma
(283) Emma és un asteroide pertanyent al cinturó d'asteroides descobert el 8 de febrer de 1889 per Auguste Honoré Charlois des de l'observatori de Niça, França.
Es desconeix la raó del nom.

## Satèl·lit
El 14 de juliol de 2003 un equip d'astrònoms, encapçalats per William J. Merline, usant el telescopi Keck II va descobrir un satèl·lit que ha rebut la designació provisional de S/2003 (283) 1. S'estima que té uns 9 quilòmetres de diàmetre i orbita a una distància d'uns 581 quilòmetres del centre d'Emma.